# Atlas II
Atlas II byla americká nosná raketa používaná v 90. letech 20. století. Patřila do početné rodiny nosných raket odvozených od balistické střely SM-65 Atlas. Byla poslední verzí Atlasu využívající 1,5 (resp. 2,5 a 3,5)stupňový koncept, kdy je půl-stupeň tvořen dvěma odhazovacími motory, přičemž třetí motor s nádržemi pokračuje v letu. Vykonala celkem 63 startů (všechny verze) a poslední se konal 31. srpna 2004. Do roku 1997 byla používána souběžně s raketou Atlas I a od roku 2000 byla využívána souběžně s raketou Atlas III.

## Popis
Oproti předchůdci Atlas I, který vycházel z Atlasu G/H, je o 2,7 metru delší a má upravené a silnější motory prvního i druhého stupně. Navíc je možno sestavit 3,5stupňovou verzi pro speciální mise a meziplanetární lety. Kromě motorů prošla zásadní obměnou i navigační jednotka a letový počítač, které byly plně digitální už na předchozí verzi (Atlas I), avšak rychlý vývoj výpočetní techniky v 90. letech vedl k dalším vylepšením a tím i snížení nákladů na elektronické vybavení rakety. První stupeň byl převzat z předchozích typů (AtlasG/H/I), byly provedeny pouze drobné úpravy na systému zavěšení motorů a elektroinstalaci. Nádrže byly balonové konstrukce, stejné jaké se používaly již na prvních raketách Atlas a jaké používá i stupeň Centaur.
Motory odhazovacího půl-stupně byly RS-56 OBA a byly vyvinuty z motoru LR-89. Motor prvního stupně byl značen podobně, RS-56 OSA, jednalo se však o odlišný motor, vzniklý modernizací starší pohonné jednotky LR-105. Stupeň Centaur používal osvědčené motory RL-10 ve verzi RL-10-4. Poslední verze Atlas IIAS mohla být vybavena až čtyřmi pomocnými motory na pevné pohonné látky (SRB – Solid Rocket Booster), jenž poskytovaly dodatečný tah pro těžší náklady. Verze Atlas II disponovala i třetím stupněm s motorem R-4D spalujícím oxid dusičitý a monomethylhydrazin.

## Verze
- Altas II – Základní verze, třístupňová (resp. 3,5 stupně)
- Atlas IIA – Dvoustupňová verze (resp. 2,5)
- Atlas IIAS – Dvoustupňová verze se čtyřmi pomocnými motory na tuhé pohonné látky
- Atlas IIR a Atlas IIAR – Jde o alternativní značení Atlasu III, které se používalo na začátku jeho vývoje. „R“ značí použití ruských motorů RD-180